# Association sportive féminine de Bou Hajla
Maillots
Actualités
Dernière mise à jour : 30 mai 2023.
L'Association sportive féminine de Bou Hajla (arabe : الجمعية الرياضية النسائية ببوحجلة), plus couramment abrégé en ASF Bou Hajla, est un club féminin de football tunisien basé à Bou Hajla.

## Histoire
L'ASF Bou Hajla est fondée en 2011.
En 2023, alors que le club et la région souffrent d'un manque de moyens, l'ASFBH parvient à remporter le titre de champion de Tunisie,, devançant l'ASF Sousse à la différence de buts. Mais Sousse fait appel et obtient une victoire sur tapis vert pour un match face à l'Association sportive féminine d'El Guettar, ce qui lui offre le titre et prive Bou Hajla d'un premier sacre.

## Palmarès
- Championnat de Tunisie (0) :
  - Deuxième : 2022-2023